# Nanaguna uniformis
Nanaguna uniformis är en fjärilsart som beskrevs av Embrik Strand 1917. Nanaguna uniformis ingår i släktet Nanaguna och familjen trågspinnare. Inga underarter finns listade i Catalogue of Life.